# Obere Kochertalbahn
| |                      |                                       |                                       |
| Streckennummer (DB): | 9492                 |                                       |                                       |
| Kursbuchstrecke (DB): | ex 785 (bis 2000)    |                                       |                                       |
| Kursbuchstrecke: | 323a (1946)          |                                       |                                       |
| Streckenlänge: | 18,61 km             |                                       |                                       |
| Spurweite: | 1435 mm (Normalspur) |                                       |                                       |
| Maximale Neigung: | 10 ‰                 |                                       |                                       |
| Minimaler Radius: | 180 m                |                                       |                                       |
| Streckengeschwindigkeit: | 50 km/h              |                                       |                                       |
| |                      |                                       |                                       |
| \| \| \| Strecke von Schwäbisch Hall-Hessental \| \| \| \| 0,00 \| Gaildorf West \| Gaildorf West \| \| \| \| Strecke nach Waiblingen \| \| \| \| 1,65 \| Gaildorf Stadt \| Gaildorf Stadt \| \| \| 2,90 \| Unterrot ARWA \| Unterrot ARWA \| \| \| 3,60 \| Unterrot \| Unterrot \| \| \| 4,00 \| Anschlussgleis Firma Dalacker \| Anschlussgleis Firma Dalacker \| \| \| 4,80 \| Schönberg (b Gaildorf) \| Schönberg (b Gaildorf) \| \| \| 5,60 \| Kocher (63 m) \| Kocher (63 m) \| \| \| 6,30 \| Bröckingen \| Bröckingen \| \| \| 7,95 \| Altschmiedelfeld \| Altschmiedelfeld \| \| \| 9,90 \| Sulzbach (Kocher) \| Sulzbach (Kocher) \| \| \| 13,80 \| Laufen (Kocher) \| Laufen (Kocher) \| \| \| 16,45 \| Wengen \| Wengen \| \| \| 18,10 \| Kocher (35 m) \| Kocher (35 m) \| \| \| 18,61 \| Untergröningen \| Untergröningen \| \| \| \| \| \| \| Quellen: [1] \| \| \| \| |                      |                                       |                                       |
| Strecke |                      | Strecke von Schwäbisch Hall-Hessental | Strecke von Schwäbisch Hall-Hessental |
| Bahnhof | 0,00                 | Gaildorf West                         | Gaildorf West                         |
| Abzweig ehemals geradeaus und nach rechts |                      | Strecke nach Waiblingen               | Strecke nach Waiblingen               |
| Bahnhof (Strecke außer Betrieb) | 1,65                 | Gaildorf Stadt                        | Gaildorf Stadt                        |
| Haltepunkt / Haltestelle (Strecke außer Betrieb) | 2,90                 | Unterrot ARWA                         | Unterrot ARWA                         |
| Bahnhof (Strecke außer Betrieb) | 3,60                 | Unterrot                              | Unterrot                              |
| Abzweig geradeaus und nach links (Strecke außer Betrieb) | 4,00                 | Anschlussgleis Firma Dalacker         | Anschlussgleis Firma Dalacker         |
| Bahnhof (Strecke außer Betrieb) | 4,80                 | Schönberg (b Gaildorf)                | Schönberg (b Gaildorf)                |
| Brücke über Wasserlauf (Strecke außer Betrieb) | 5,60                 | Kocher (63 m)                         | Kocher (63 m)                         |
| Haltepunkt / Haltestelle (Strecke außer Betrieb) | 6,30                 | Bröckingen                            | Bröckingen                            |
| Haltepunkt / Haltestelle (Strecke außer Betrieb) | 7,95                 | Altschmiedelfeld                      | Altschmiedelfeld                      |
| Bahnhof (Strecke außer Betrieb) | 9,90                 | Sulzbach (Kocher)                     | Sulzbach (Kocher)                     |
| Bahnhof (Strecke außer Betrieb) | 13,80                | Laufen (Kocher)                       | Laufen (Kocher)                       |
| Haltepunkt / Haltestelle (Strecke außer Betrieb) | 16,45                | Wengen                                | Wengen                                |
| Brücke über Wasserlauf (Strecke außer Betrieb) | 18,10                | Kocher (35 m)                         | Kocher (35 m)                         |
| Kopfbahnhof Streckenende (Strecke außer Betrieb) | 18,61                | Untergröningen                        | Untergröningen                        |
| |                      |                                       |                                       |
| Quellen: |                      |                                       |                                       |

Die Obere Kochertalbahn war eine 18,61 Kilometer lange eingleisige normalspurige private Nebenbahn, die als Stichbahn von der Bahnstrecke Waiblingen–Schwäbisch Hall-Hessental abzweigte und entlang des Kochers von Gaildorf nach Untergröningen führte. Der Betrieb auf der Strecke wurde Ende 2005 eingestellt und die Gleisanlagen 2009 größtenteils entfernt. Die Bahn trug auch den Spitznamen „Klepperle“.

## Geschichte

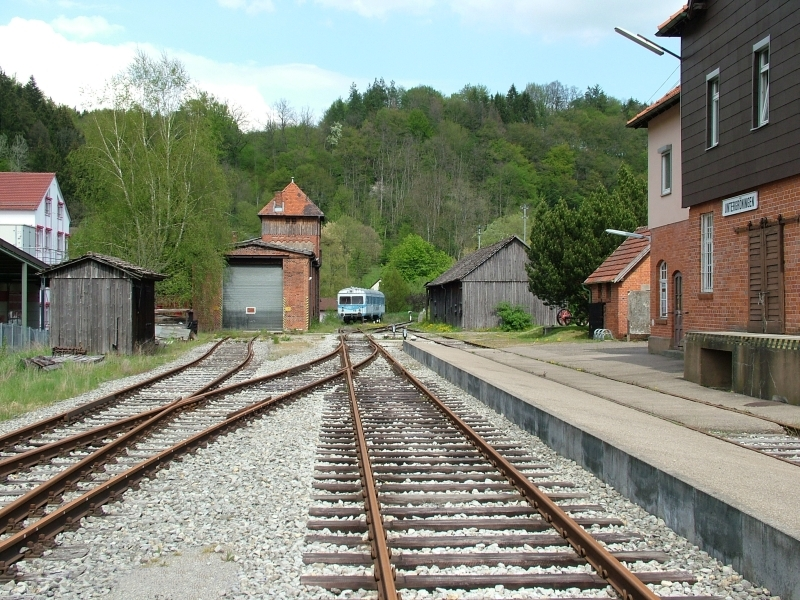
Bahnhof von Untergröningen ohne Personenverkehr (Mai 2004)

1861 legte das Eisenbahnkomitee Gaildorf eine Denkschrift vor unter dem Titel „Das württembergische Eisenbahnsystem und die Berechtigung einer Kochertalbahn“. Geplant und gebaut wurde eine Strecke von Gaildorf nach Untergröningen rund 40 Jahre später von der Württembergischen Eisenbahn-Gesellschaft (WEG) mit Hilfe eines Staatszuschusses. Eröffnet wurde die Strecke am 1. Oktober 1903.
Von vornherein war geplant, die Strecke über Abtsgmünd und Hüttlingen nach Wasseralfingen oder Aalen fortzusetzen, doch durch die beiden Weltkriege entfiel der Weiterbau. Selbst eine erneute Bittschrift der Gemeinde Abtsgmünd aus dem Jahre 1946, die Strecke im Rahmen von Kriegsinstandsetzungsarbeiten wenigstens von Untergröningen bis Abtsgmünd zu vollenden, fand keine Billigung.
Ab 1986 veranstaltete der Verein DBK Historische Bahn an Wochenenden auf der Strecke Sonderfahrten mit Dampflokomotiven.

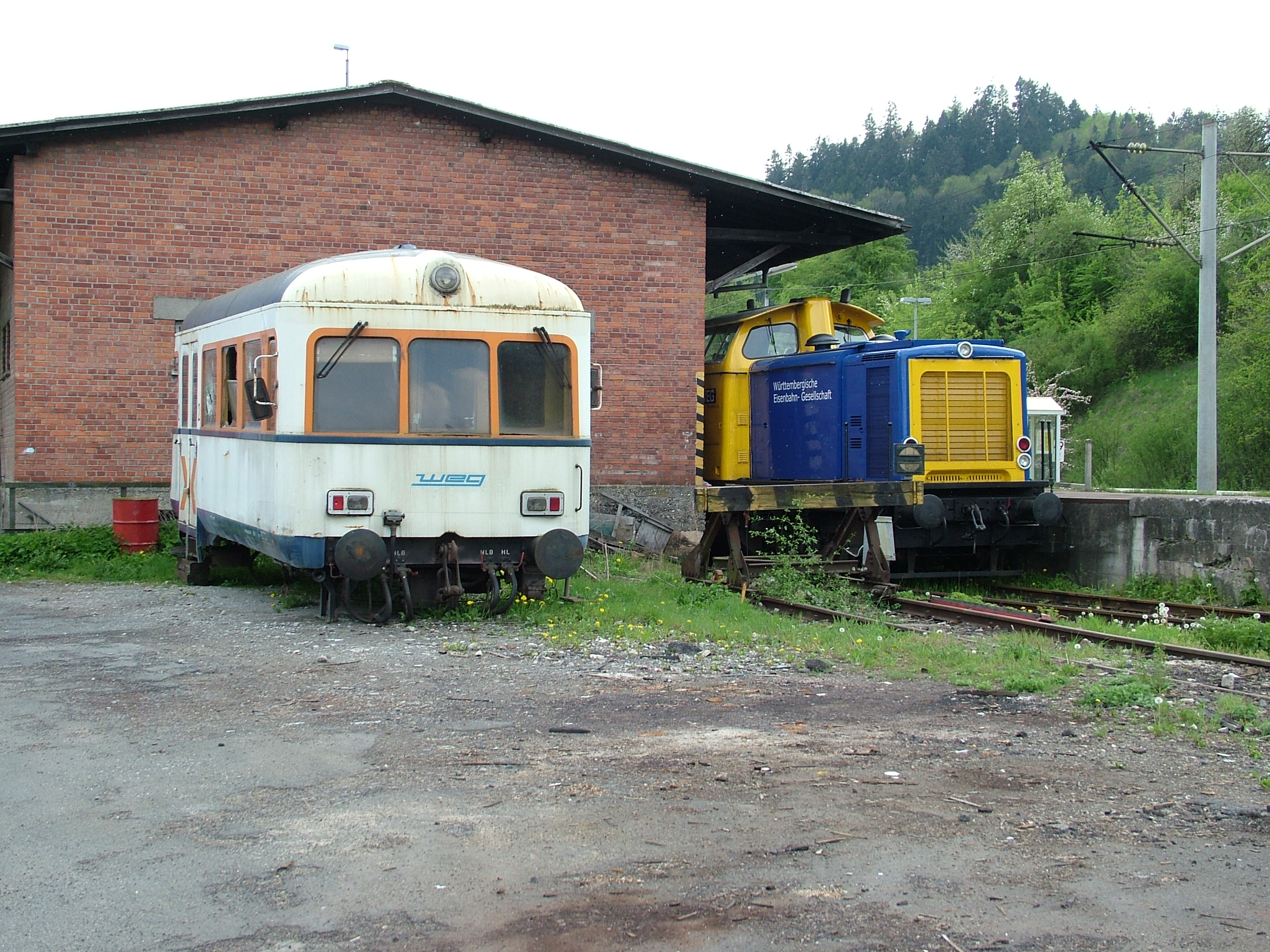
Rest des verunglückten Triebwagens VT 114 (früher SWEG) und Diesellok V 125 in Gaildorf West (Mai 2004)

Am 15. Mai 2000 kam es zu einem Zusammenstoß des einzigen auf der Strecke vorhandenen Triebwagens und einer Lokomotive, weswegen der ÖPNV auf eine parallele Omnibusstrecke verlegt wurde. Die Busse stellt die Stadtbus Schwäbisch Hall GmbH, die wie die WEG eine Tochterfirma der Veolia Verkehr GmbH ist. Der Kreis Schwäbisch Hall als Besteller bestand aber darauf, dass Schienenverkehr fortgeführt wurde, und so wurde der Personenverkehr bis zum 17. Mai 2001 von verschiedenen Triebwagen der WEG bedient. Zwischen Gaildorf West und Laufen gab es seitdem nur noch Güterverkehr mit ca. 20 Waggons monatlich.

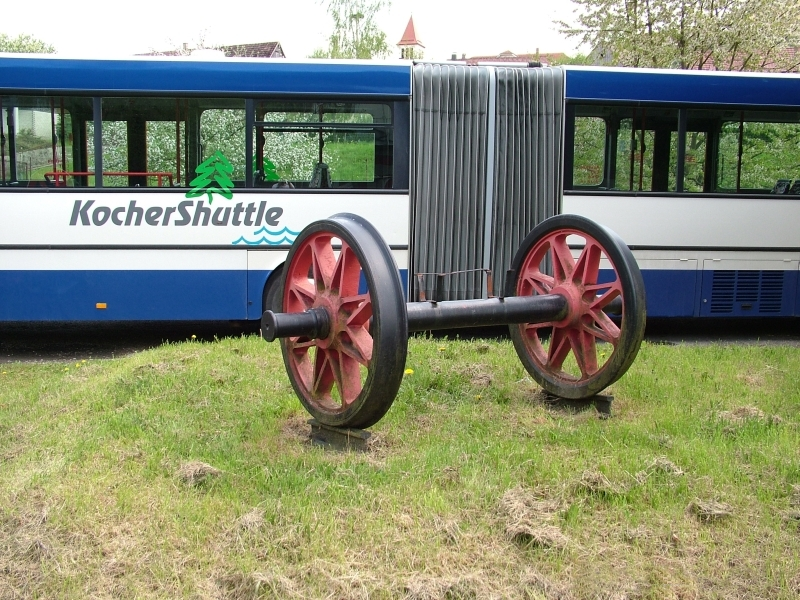
Bus statt Bahn im Oberen Kochertal

Am 16. April 2004 wurde die Strecke ab dem Streckenkilometer 15 wegen maroder Schwellen gesperrt. Am 17. Oktober 2005 stellte die WEG den vollständigen Betrieb wegen technischer Mängel ein, für eine Sanierung wurde ein jährlicher Aufwand von ca. 2 Mio. Euro bis 2011 veranschlagt. Die Strecke wurde am 9. Juni 2006 seitens der WEG zum Verkauf ausgeschrieben, fand aber keinen Käufer. Der Streckenabschnitt Schönberg–Untergröningen wurde vom Regierungspräsidium Stuttgart per Entscheid vom 7. November 2008 von Bahnbetriebszwecken freigestellt. Das Teilstück Gaildorf West–Schönberg wurde zu diesem Stichtag in ein Nebengleis des Gaildorfer Bahnhofes umgewandelt, es soll bis auf weiteres noch für Güterverkehr vorgehalten werden. Mittlerweile (Mai 2017) wurde die Verbindung zur Strecke im Bahnhof Gaildorf West abgebaut und durch einen Prellbock ersetzt.
Am 31. März 2009 übernahm die Gemeinde Abtsgmünd das Bahnareal in Untergröningen zur Weiternutzung als Gewerbegebiet.
Am 28. August 2009 wurde auf dem Abschnitt Laufen–Untergröningen ein touristischer Fahrraddraisinenbetrieb eröffnet. Zwischen Januar 2009 und Februar 2010 wurden die Gleise auf dem nicht mehr benötigten Abschnitt Schönberg–Laufen abgebaut.

### Fahrzeuge
Zur Betriebsaufnahme standen nächst zwei bei Borsig in Berlin gebaute dreiachsige Dampflokomotiven (Nr. 4 und 5) sowie vier Personen-, ein Pack- und mehrere Güterwagen zur Verfügung. Die beiden Nassdampf-Lokomotiven wurden ab 1954 durch den Wegmann-Triebwagen T4 ersetzt, der ab 1975 vom Triebwagen T36 abgelöst wurde.